# Società Sportiva Lanerossi Vicenza 1973-1974
Questa voce raccoglie le informazioni riguardanti la Società Sportiva Lanerossi Vicenza nelle competizioni ufficiali della stagione 1973-1974.

## Stagione
Nella stagione 1973-1974 il L.R. Vicenza disputa il campionato di Serie A, raccoglie 26 punti ed ottiene il dodicesimo posto. Lo scudetto è stato vinto dalla Lazio con 43 punti, davanti alla Juventus con 41 punti. Retrocedono il Verona, il Foggia ed il Genoa.
I biancorossi del confermato Ettore Puricelli partono male in campionato, vincono la prima partita dopo undici turni e navigano nelle ultime posizioni della classifica. Lo spartiacque della stagione è la sonora sconfitta (3-0) con la Lazio che vincerà il titolo, nella prima giornata del girone di ritorno a Roma, dove Alessandro Vitali aggredisce l'arbitro e si prende una lunga e meritata squalifica, costringendo Puricelli a inventarsi l'ala Angelo Benedicto Sormani in un centravanti. L'italo-brasiliano diventa il trascinatore della squadra biancorossa, il Vicenza si prende 8 punti in cinque partite, espugna i campi di Milan e Fiorentina e batte il Napoli e l'Inter. Risultati di prestigio che permettono di arrivare alla salvezza e disputare nella prossima stagione il ventesimo campionato consecutivo di Serie A. In Coppa Italia i berici sono inseriti nel settimo girone di qualificazione, che viene vinto dall'Atalanta con 6 punti, con il L.R. Vicenza secondo con 5 punti.

## Rosa
| N. |                   | Ruolo | Calciatore           |
| -- | ----------------- | ----- | -------------------- |
|    | Italia (bandiera) | P     | Adriano Bardin       |
|    | Italia (bandiera) | P     | Michelangelo Sulfaro |
|    | Italia (bandiera) | P     | Giorgio Ciaschini    |
|    | Italia (bandiera) | D     | Fabrizio Gorin       |
|    | Italia (bandiera) | D     | Giuseppe Longoni     |
|    | Italia (bandiera) | D     | Ugo Ferrante         |
|    | Italia (bandiera) | D     | Fabrizio Berni       |
|    | Italia (bandiera) | D     | Gianfranco Volpato   |
|    | Italia (bandiera) | A     | Ezio Vendrame        |
|    | Italia (bandiera) | D     | Attilio Berti        |

| N. |                   | Ruolo | Calciatore               |
| -- | ----------------- | ----- | ------------------------ |
|    | Italia (bandiera) | A     | Luciano Speggiorin       |
|    | Italia (bandiera) | C     | Giorgio Bernardis        |
|    | Italia (bandiera) | C     | Renato Faloppa           |
|    | Italia (bandiera) | C     | Mario Perego             |
|    | Italia (bandiera) | C     | Domenico Fontana         |
|    | Italia (bandiera) | A     | Emiliano Macchi          |
|    | Italia (bandiera) | A     | Angelo Benedicto Sormani |
|    | Italia (bandiera) | A     | Alessandro Vitali        |
|    | Italia (bandiera) | A     | Gian Paolo Galuppi       |
|    | Italia (bandiera) | A     | Oscar Damiani            |

## Risultati

### Serie A

#### Girone di andata
| Arbitro: | Michelotti (Parma) |

|  |           |                                              |
|  | Marcatori | 7’ Chinaglia 62’ Re Cecconi 86’ Garlaschelli |

| Arbitro: | Trono (Torino) |

|                                        |           |  |
| F. Landini 9’, 70’ G. Savoldi 34’, 89’ | Marcatori |  |

| Arbitro: | Gonella (Torino) |

|            |           |             |
| Macchi 30’ | Marcatori | 84’ Corradi |

| Arbitro: | Ciacci (Firenze) |

|           |           |            |
| Luppi 10’ | Marcatori | 1’ Damiani |

| Arbitro: | Gialluisi (Barletta) |

|             |           |              |
| Longoni 16’ | Marcatori | 30’ Sabadini |

| Arbitro: | Cantelli (Firenze) |

|                         |           |             |
| Zurlini 42’ Clerici 86’ | Marcatori | 24’ Damiani |

| Vicenza 2 dicembre 1973 7ª giornata | Lanerossi Vicenza | 0 – 0 | Torino | Stadio Romeo Menti\| Arbitro: \| Calì (Roma) \| |
| Arbitro:                            | Calì (Roma)       |       |        |                                                 |

| Arbitro: | Lenardon (Siena) |

|                         |           |             |
| Valente 14’ Rognoni 19’ | Marcatori | 74’ Damiani |

| Arbitro: | Motta (Monza) |

|  |           |                |
|  | Marcatori | 79’ Cappellini |

| Arbitro: | Picasso (Chiavari) |

|                              |           |  |
| Facchetti 16’ Boninsegna 80’ | Marcatori |  |

| Arbitro: | Menegali (Roma) |

|                                 |           |                  |
| Vitali 48’ (rig.) Bernardis 89’ | Marcatori | 23’ (rig.) Merlo |

| Arbitro: | Lazzaroni (Milano) |

|                             |           |                          |
| G.L. Savoldi 38’ Toschi 52’ | Marcatori | 49’ Vitali 57’ Bernardis |

| Arbitro: | Prati (Parma) |

|                                  |           |  |
| Bernardis 18’ (aut.) L. Riva 78’ | Marcatori |  |

| Vicenza 21 gennaio 1974 14ª giornata | Lanerossi Vicenza | 0 – 0 | Sampdoria | Stadio Romeo Menti\| Arbitro: \| Serafino (Roma) \| |
| Arbitro:                             | Serafino (Roma)   |       |           |                                                     |

| Torino 27 gennaio 1974 15ª giornata | Juventus             | 0 – 0 | Lanerossi Vicenza | Stadio Comunale\| Arbitro: \| Gialluisi (Barletta) \| |
| Arbitro:                            | Gialluisi (Barletta) |       |                   |                                                       |

#### Girone di ritorno
| Arbitro: | Branzoni (Pavia) |

|                                                 |           |  |
| Garlaschelli 10’ Berni 69’ (aut.) Chinaglia 80’ | Marcatori |  |

| Arbitro: | Lazzaroni (Milano) |

|                              |           |                |
| D. Fontana 31’ Bernardis 66’ | Marcatori | 51’ Massimelli |

| Arbitro: | Mascali (Desenzano del Garda) |

|             |           |                   |
| Maselli 43’ | Marcatori | 82’ L. Speggiorin |

| Arbitro: | Gussoni (Tradate) |

|             |           |           |
| Sormani 26’ | Marcatori | 7’ Zigoni |

| Arbitro: | Trono (Torino) |

|              |           |                         |
| Sabadini 63’ | Marcatori | 23’ Faloppa 66’ Damiani |

| Arbitro: | Toselli (Cormons) |

|                  |           |             |
| Sormani 10’, 21’ | Marcatori | 75’ Braglia |

| Arbitro: | Bernardis (Milano) |

|              |           |  |
| Graziani 10’ | Marcatori |  |

| Arbitro: | Michelotti (Parma) |

|             |           |  |
| Longoni 25’ | Marcatori |  |

| Pisa 7 aprile 1974 24ª giornata | Roma              | 0 – 0 | Lanerossi Vicenza | Stadio Arena Garibaldi\| Arbitro: \| Gussoni (Tradate) \| |
| Arbitro:                        | Gussoni (Tradate) |       |                   |                                                           |

| Arbitro: | Reggiani (Bologna) |

|             |           |  |
| Sormani 13’ | Marcatori |  |

| Arbitro: | Ciulli (Roma) |

|  |           |             |
|  | Marcatori | 76’ Damiani |

| Vicenza 28 aprile 1974 27ª giornata | Lanerossi Vicenza | 0 – 0 | Cesena | Stadio Romeo Menti\| Arbitro: \| Benedetti (Roma) \| |
| Arbitro:                            | Benedetti (Roma)  |       |        |                                                      |

| Arbitro: | V. Lattanzi (Roma) |

|             |           |             |
| Faloppa 36’ | Marcatori | 10’ S. Gori |

| Arbitro: | Barboni (Firenze) |

|                         |           |             |
| Badiani 71’ Improta 80’ | Marcatori | 21’ Sormani |

| Arbitro: | Prati (Parma) |

|  |           |                      |
|  | Marcatori | 1’, 8’, 38’ Anastasi |

### Coppa Italia

#### Girone 7
| Vicenza 29 agosto 1973 1ª giornata | Lanerossi Vicenza | 0 – 0 | Atalanta | Stadio Romeo Menti\| Arbitro: \| Serafino (Roma) \| |
| Arbitro:                           | Serafino (Roma)   |       |          |                                                     |

| Arbitro: | Branzoni (Pavia) |

|                                 |           |  |
| Boccolini 35’, 44’ Fiorillo 61’ | Marcatori |  |

| Arbitro: | Lazzaroni (Milano) |

|                                            |           |            |
| Sormani 42’ Reggiani 55’ (aut.) Vitali 87’ | Marcatori | 6’ Panozzo |

| 16 settembre 1973 4ª giornata |  | – Turno di riposo L.R. VICENZA |  |  |

| Arbitro: | Porcelli (Lodi) |

|             |           |                                |
| S. Gori 40’ | Marcatori | 57’ Longoni 89’ (aut.) Poletti |

## Statistiche

### Statistiche di squadra
| Competizione | Punti | In casa | In casa | In casa | In casa | In casa | In casa | In trasferta | In trasferta | In trasferta | In trasferta | In trasferta | In trasferta | Totale | Totale | Totale | Totale | Totale | Totale | DR  |
| Competizione | Punti | G       | V       | N       | P       | Gf      | Gs      | G            | V            | N            | P            | Gf           | Gs           | G      | V      | N      | P      | Gf     | Gs     | DR  |
| ------------ | ----- | ------- | ------- | ------- | ------- | ------- | ------- | ------------ | ------------ | ------------ | ------------ | ------------ | ------------ | ------ | ------ | ------ | ------ | ------ | ------ | --- |
| Serie A      | 26    | 15      | 5       | 7       | 3       | 12      | 14      | 15           | 2            | 5            | 8            | 10           | 23           | 30     | 7      | 12     | 11     | 22     | 37     | -15 |
| Coppa Italia | 5     | 2       | 1       | 1       | 0       | 3       | 1       | 2            | 1            | 0            | 1            | 2            | 4            | 4      | 2      | 1      | 1      | 5      | 5      | 0   |
| Totale       |       | 17      | 6       | 8       | 3       | 15      | 15      | 17           | 3            | 5            | 9            | 12           | 27           | 34     | 9      | 13     | 12     | 27     | 42     | -15 |

### Statistiche dei giocatori
| Giocatore          | Serie A  | Serie A | Serie A     | Serie A    | Coppa Italia | Coppa Italia | Coppa Italia | Coppa Italia | Totale   | Totale | Totale      | Totale     |
| Giocatore          | Presenze | Reti    | Ammonizioni | Espulsioni | Presenze     | Reti         | Ammonizioni  | Espulsioni   | Presenze | Reti   | Ammonizioni | Espulsioni |
| ------------------ | -------- | ------- | ----------- | ---------- | ------------ | ------------ | ------------ | ------------ | -------- | ------ | ----------- | ---------- |
| A. Bardin          | 21       | -29     | ?           | ?          | ?            | ?            | ?            | ?            | 21+      | -29+   | ?           | ?          |
| G. Bernardis       | 22       | 3       | ?           | ?          | ?            | ?            | ?            | ?            | 22+      | 3+     | ?           | ?          |
| F. Berni           | 27       | 0       | ?           | ?          | ?            | ?            | ?            | ?            | 27+      | 0+     | ?           | ?          |
| A. Berti           | 9        | 0       | ?           | ?          | ?            | ?            | ?            | ?            | 9+       | 0+     | ?           | ?          |
| O. Damiani         | 30       | 5       | ?           | ?          | ?            | ?            | ?            | ?            | 30+      | 5+     | ?           | ?          |
| R. Faloppa         | 28       | 2       | ?           | ?          | ?            | ?            | ?            | ?            | 28+      | 2+     | ?           | ?          |
| U. Ferrante        | 24       | 0       | ?           | ?          | ?            | ?            | ?            | ?            | 24+      | 0+     | ?           | ?          |
| D. Fontana         | 17       | 1       | ?           | ?          | ?            | ?            | ?            | ?            | 17+      | 1+     | ?           | ?          |
| G. Galuppi         | 1        | 0       | ?           | ?          | ?            | ?            | ?            | ?            | 1+       | 0+     | ?           | ?          |
| F. Gorin           | 16       | 0       | ?           | ?          | ?            | ?            | ?            | ?            | 16+      | 0+     | ?           | ?          |
| G. Longoni         | 30       | 2       | ?           | ?          | ?            | ?            | ?            | ?            | 30+      | 2+     | ?           | ?          |
| E. Macchi          | 17       | 1       | ?           | ?          | ?            | ?            | ?            | ?            | 17+      | 1+     | ?           | ?          |
| M. Perego          | 22       | 0       | ?           | ?          | ?            | ?            | ?            | ?            | 22+      | 0+     | ?           | ?          |
| A. Sormani         | 24       | 5       | ?           | ?          | ?            | ?            | ?            | ?            | 24+      | 5+     | ?           | ?          |
| L. Speggiorin (II) | 8        | 1       | ?           | ?          | ?            | ?            | ?            | ?            | 8+       | 1+     | ?           | ?          |
| M. Sulfaro         | 10       | -8      | ?           | ?          | ?            | ?            | ?            | ?            | 10+      | -8+    | ?           | ?          |
| E. Vendrame        | 8        | 0       | ?           | ?          | ?            | ?            | ?            | ?            | 8+       | 0+     | ?           | ?          |
| A. Vitali          | 17       | 2       | ?           | ?          | ?            | ?            | ?            | ?            | 17+      | 2+     | ?           | ?          |
| G. Volpato         | 19       | 0       | ?           | ?          | ?            | ?            | ?            | ?            | 19+      | 0+     | ?           | ?          |